# سيندي غاريسون
سيندي غاريسون (بالإنجليزية: Cindy Garrison)‏ هي مقدمة تلفزيونية أمريكية، ولدت في 1972م.